# Аистник обыкновенный
А́истник обыкнове́нный, или Аистник цику́товый, или Гра́бельки, или Жураве́льник цикутовый (лат. Eródium cicutárium) — вид травянистых растений рода Аистник семейства Гераниевые.

## Название
Видовой эпитет (cicutarium) происходит от слова cicuta («цикута») — названия вёха ядовитого (Cicuta virosa) из семейства Зонтичные: запах и листья аистника обыкновенного имеют некоторое сходство с этим растением.

## Ботаническое описание

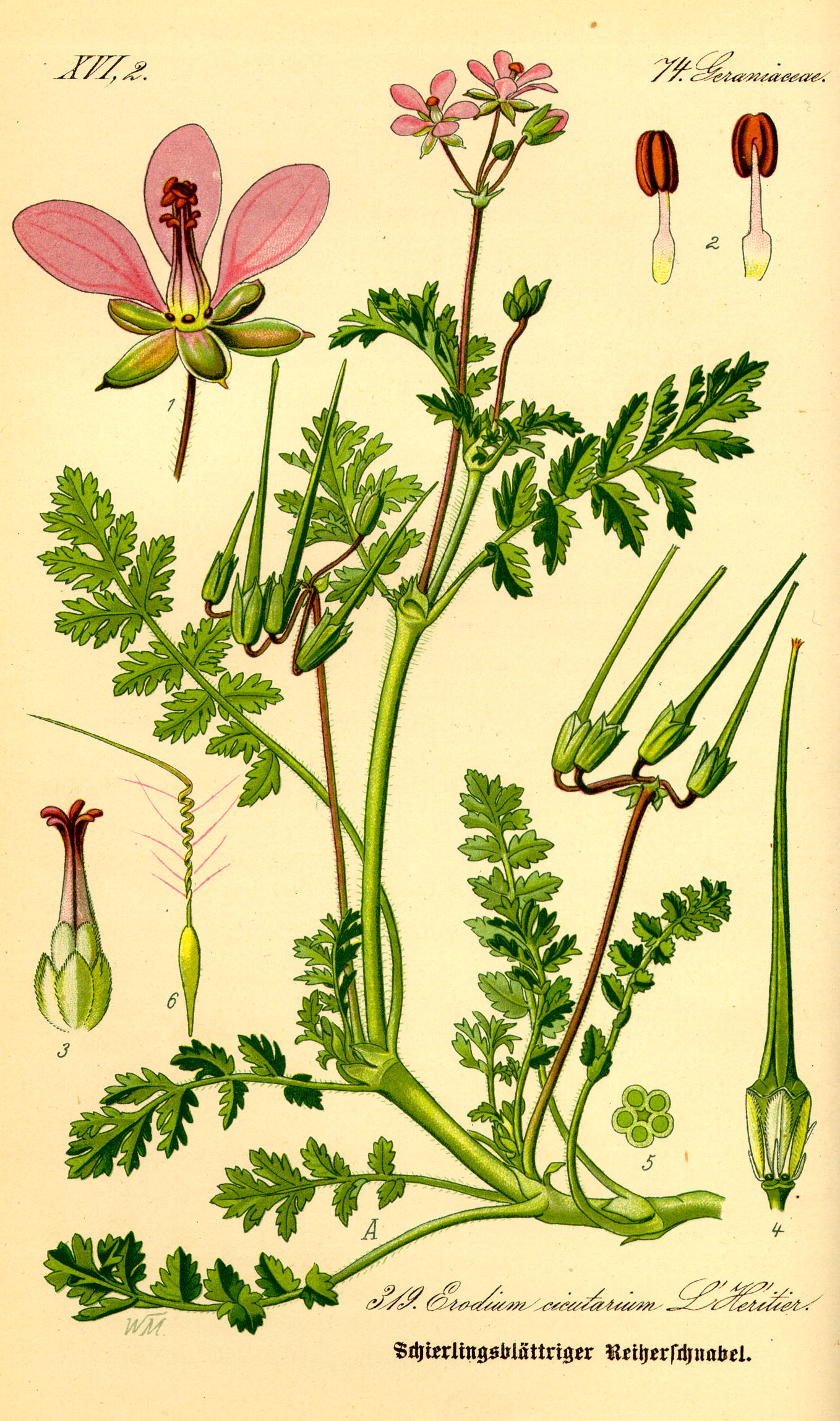
Ботаническая иллюстрация

Аистник обыкновенный — однолетнее или двулетнее травянистое растение с тонким мочковатым корнем, достигает в высоту 10—15 см.
Стебель простёртый или восходящий, покрыт жёсткими волосками, длиной до 50 см.
Листья — черешковые, двояко перисто-рассечённые, яйцевидной формы. Прикорневые листья собраны в розетку, ко времени развития стеблей отмирающие; стеблевые — супротивные.

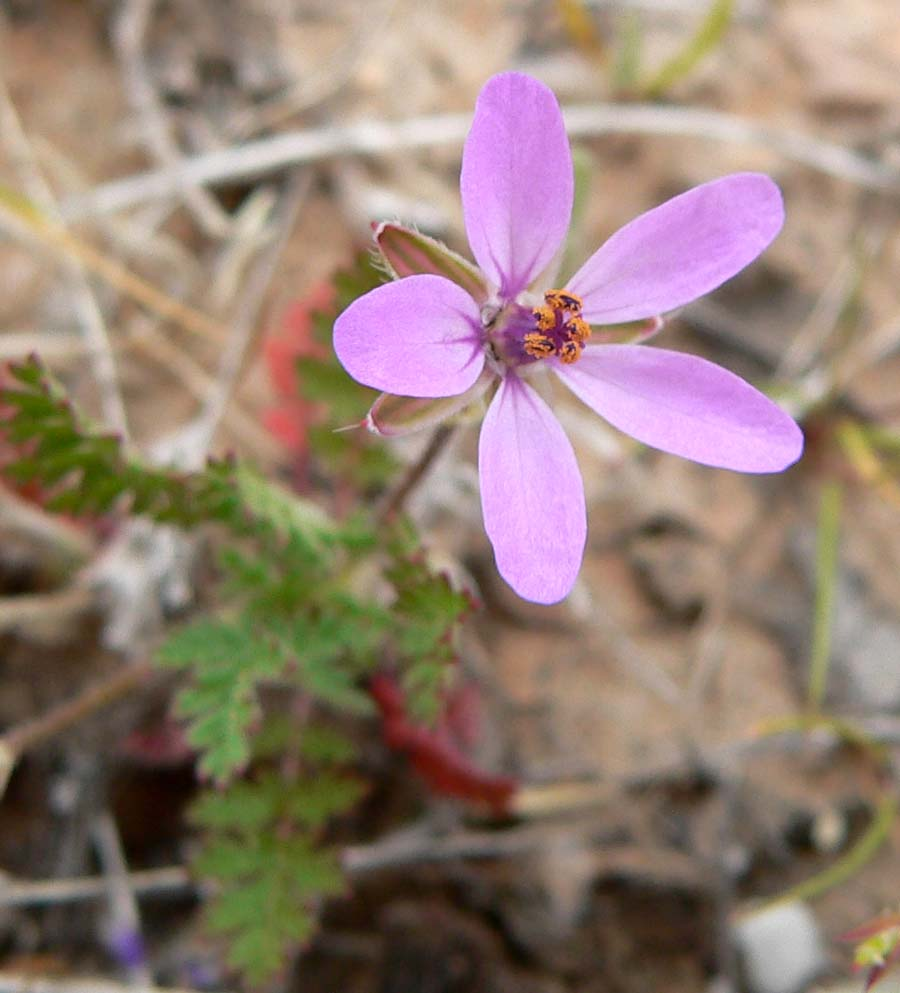

Цветки — пятилепестковые, несколько неправильные, бордовые, бледно-пурпурные или розовые, собраны в соцветие зонтик из четырёх — семи цветков. Цветёт с апреля по август.
Плод — коробочка, длиной 3—4 см, покрыт жёсткими волосками, состоит из пяти сухих односемянных плодиков, расположенных вокруг основания сильно разросшейся вверх цветочной оси. По созревании плодики отделяются от этой оси и заворачиваются вверх, оставаясь, однако же, в связи с цветочною осью посредством длинных придатков, или хвостиков, снабжённых волосками на одной стороне.
Цветёт с апреля по сентябрь. Плоды созревают в июне — октябре.

## Распространение
Вид широко распространён в Евразии от атлантического до тихоокеанского побережья, а также в Северной Африке. Как натурализовавшееся растение аистник обыкновенный встречается в Австралии и Новой Зеландии, Северной и Южной Америке, на Гавайях.
На территории России растение чаще всего встречается на полях, огородах, лесных полянах, пустырях и сорных местах.

## Применение
Считается хорошим кормом для овец.
Медонос.

### Фармакологические свойства
Лекарственные препараты обладают вяжущим, кровоостанавливающим и противосудорожным действием. Настойка травы аистника понижает проницаемость стенок кровеносных сосудов.
В традиционной и народной медицине отвар применяют при различных кровотечениях, судорогах, простудных заболеваниях, воспалении лёгких, плеврите, от «вздутия желудка», стенокардии, испуге, женских заболеваниях, в нём купают детей при диатезе, как полоскание при заболеваниях горла; спиртовые настойки — при промывании гнойных ран.
В лекарственных целях используют траву аистника, собираемую в период цветения растения.
Сушат в тени под навесами, в проветриваемых помещениях или в сушилках при температуре 45—50 °С.

### Химический состав
В траве аистника найдены горькие и дубильные вещества, рутин, флавоноиды, смолы, ацетилхолин, каротин, сахар, органические кислоты, аскорбиновая кислота, витамин K и C (91,85 %), каротин (55,8 %), сапонины тритерпеновой группы, кальций и другие микроэлементы. В эфирном масле выявлены депсид, эродиол, геранин, дидегидрогеланин, корилагин, рутин, гиперин, изокверцитрин, простые фенольные кислоты и др.
| Общий вид | Лист | Цветки | Плоды | Односемянные плодики |

## Классификация

### Таксономия
Erodium cicutarium (L.) L'Hér., 1789, Ait. Hort. Kew. ii. 414
Вид Аистник обыкновенный относится к роду Аистник (Erodium) семейства Гераниевые (Geraniaceae) порядка Гераниецветные (Geraniales). Таксономическая схема в соответствии с Системой APG IV по состоянию на декабрь 2023 года:
|  |                          |  |                                   |                                   |                      |  | еще 6 семейств | еще 6 семейств |                      |  |  |  | еще 128 подтвержденных видов и 27 видов, ожидающих подтверждения |
|  |                          |  |                                   |                                   |                      |  | еще 6 семейств | еще 6 семейств |                      |  |  |  | еще 128 подтвержденных видов и 27 видов, ожидающих подтверждения |
|  |                          |  |                                   | порядок Гераниецветные            |                      |  |                |                | род Аистник          |  |  |  |                                                                  |
|  |                          |  |                                   | порядок Гераниецветные            |                      |  |                |                | род Аистник          |  |  |  |                                                                  |
|  | клада Цветковые растения |  |                                   |                                   | семейство Гераниевые |  |                |                | Аистник обыкновенный |  |  |  |                                                                  |
|  | клада Цветковые растения |  |                                   |                                   | семейство Гераниевые |  |                |                |                      |  |  |  |                                                                  |
|  |                          |  | ещё 63 порядка цветковых растений | ещё 63 порядка цветковых растений |                      |  |                | еще 6 родов    | еще 6 родов          |  |  |  |                                                                  |
|  |                          |  |                                   | ещё 63 порядка цветковых растений |                      |  |                |                | еще 6 родов          |  |  |  |                                                                  |

### Синонимы
- Erodium albidum Picard
- Erodium alsiniflorum Delile
- Erodium arenarium Jord.
- Erodium atomarium Delile ex Godr.
- Erodium boraeanum Jord.
- Erodium carneum Jord.
- Erodium chaerophyllum (Cav.) Steud. ex Coss.
- Erodium chaerophyllum Steud.
- Erodium cicutarium f. chaerophyllum (Cav.) DC.
- Erodium cicutarium subsp. dunense Andreas
- Erodium cicutarium subsp. ontigolanum Guitt.
- Erodium cicutarium subsp. zairae A.P.Khokhr.
- Erodium cicutarium var. arenicola Speg.
- Erodium cicutarium var. immaculatum W.D.J.Koch
- Erodium cicutarium var. triviale Trautv.
- Erodium cicutifolium Salisb.
- Erodium commixtum Jord. ex Schultz.
- Erodium danicum K.Larsen
- Erodium dissectum Rouy
- Erodium filicinum Pomel
- Erodium glutinosum Dumort.
- Erodium himalayanum Royle
- Erodium hirsutum Schur
- Erodium immaculatum P.Fourn.
- Erodium melanostigma Mart.
- Erodium millefolium Willd. ex Kunth
- Erodium minutiflorum Godr.
- Erodium moranense Willd. ex Kunth
- Erodium pallidiflorum Jord.
- Erodium parviflorum Jord.
- Erodium pentalobum Dulac
- Erodium petroselinum L'Hér. ex DC.
- Erodium pilosum Menyh.
- Erodium pimpinellifolium (With.) Sibth.
- Erodium praetermissum Jord. ex Boreau
- Erodium sabulicolum Jord. ex Nyman
- Erodium subalbidum Jord.
- Erodium tenuisectum Lange
- Erodium triviale Jord.
- Erodium verbenifolium Delile
- Geranium arenicolum Steud.
- Geranium chaerophyllum Cav.
- Geranium cicutarium L.
- Geranium pentandrum Gilib.
- Geranium petroselinum L'Hér. ex Webb & Berthel.
- Geranium pimpinellifolium Moench
- Geranium pimpinellifolium With.
- Myrrhina inodora Rupr.